# Mangovník

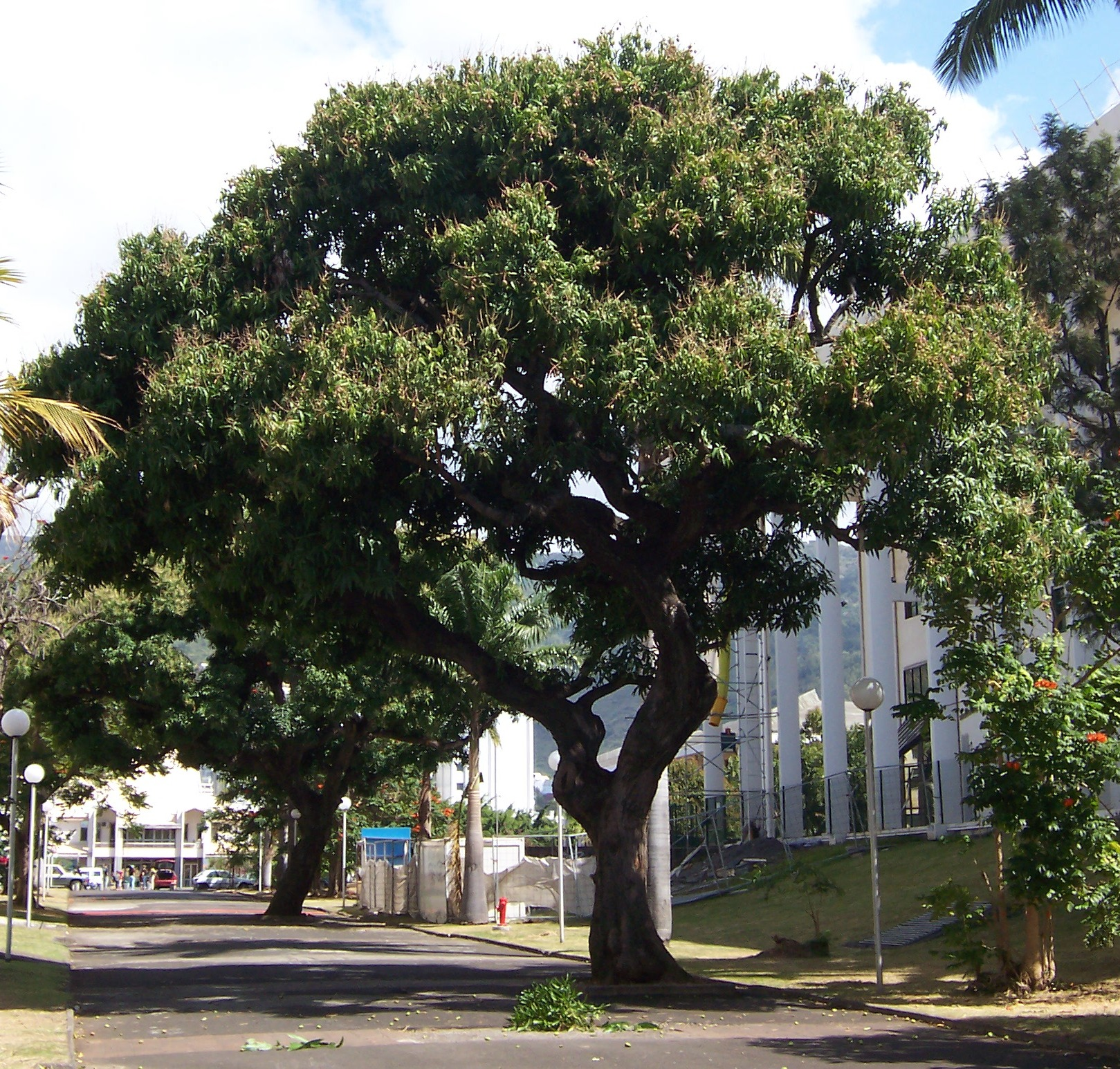
Mangovník indický na Reunionu

Mangovník (Mangifera) je rod rostlin z čeledi ledvinovníkovité. Jsou to robustní stálezelené stromy s jednoduchými celokrajnými listy a drobnými, čtyř nebo pětičetnými květy uspořádanými v latovitých květenstvích.
Plodem je peckovice. Rod zahrnuje asi 63 druhů a je rozšířen v tropické Asii od Indie po Šalomounovy ostrovy.
Hospodářsky nejvýznamnějším a také nejčastěji pěstovaným druhem je mangovník indický, poskytující ovoce mango. Je pěstován v tropech a subtropech celého světa a nezřídka i zplaňuje. Jako ovocné dřeviny se zejména v Asii pěstují i jiné druhy, zejména mangovník vonný a mangovník zápašný.

## Popis
Mangovníky jsou stálezelené, mohutné stromy zpravidla převyšující okolní porost. Listy jsou jednoduché, celokrajné, řapíkaté, tence nebo tlustě kožovité, spirálně uspořádané a nezřídka nahloučené na koncích větví. Zpravidla mají tlustý kmen a širokou, hustou, tmavozelenou korunu. Květy jsou drobné, čtyř nebo pětičetné, uspořádané ve vrcholových nebo úžlabních, latovitých květenstvích. Na rostlině jsou zpravidla oboupohlavné a jen samčí květy (andromonoecie). Kališní lístky jsou volné nebo na bázi srostlé. Koruna je složená ze 4 nebo 5 volných lístků. Na vnitřní straně korunních lístků jsou často ztlustlé žlázky. Tyčinek je 5 (výjimečně 10) a jsou volné nebo bázemi přirostlé ke květnímu terči. Zpravidla je plodná jen 1 nebo 2 tyčinky z celého souboru, ostatní jsou sterilní a zkrácené. Semeník je svrchní, obsahuje jedinou komůrku s jedním vajíčkem a nese jednoduchou, excentrickou nebo postranní čnělku. Plodem je jednosemenná, pryskyřičnatá peckovice s dužnatou, vláknitou nebo i dřevnatou dužninou (mezokarp). Pecka je tvrdá, tlustostěnná, zploštělá.

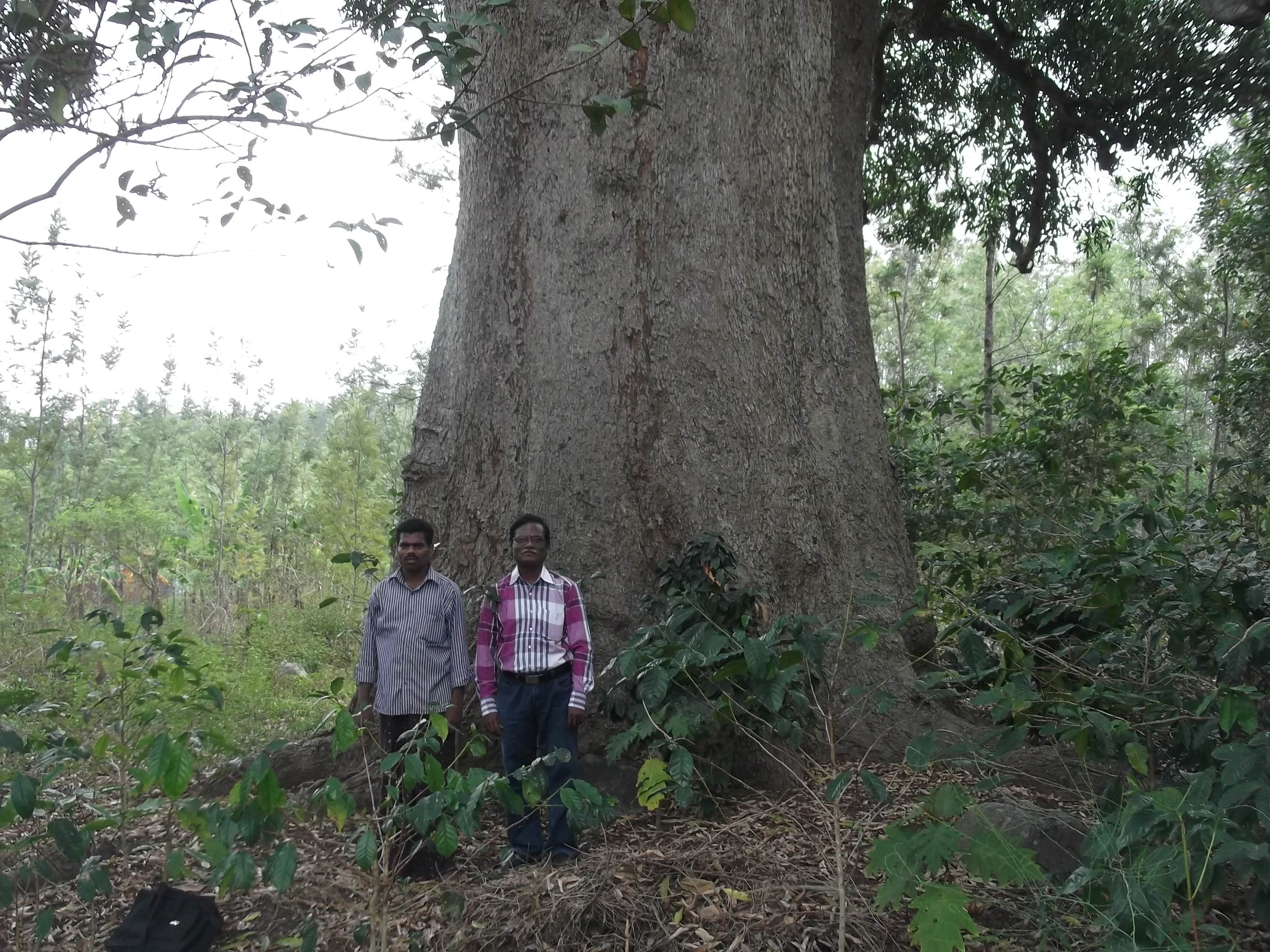
Kmen věkovitého mangovníku indického
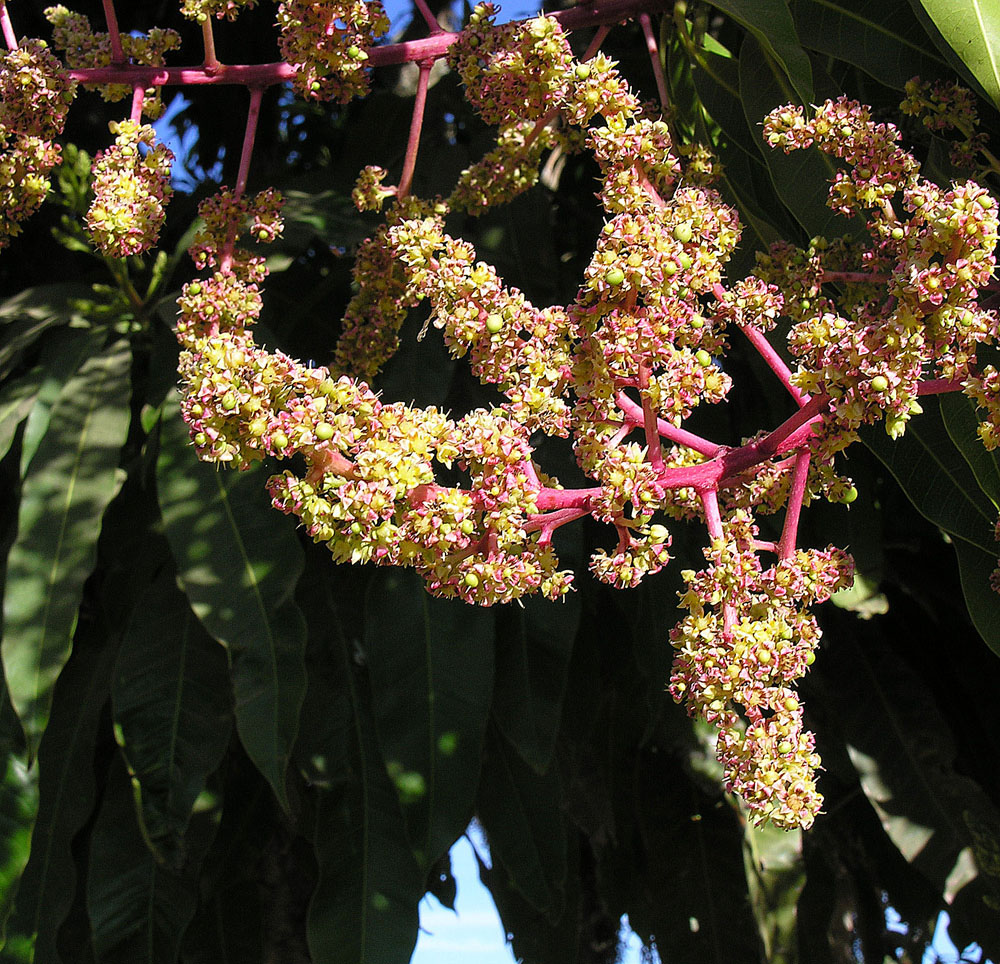
Květenství mangovníku indického
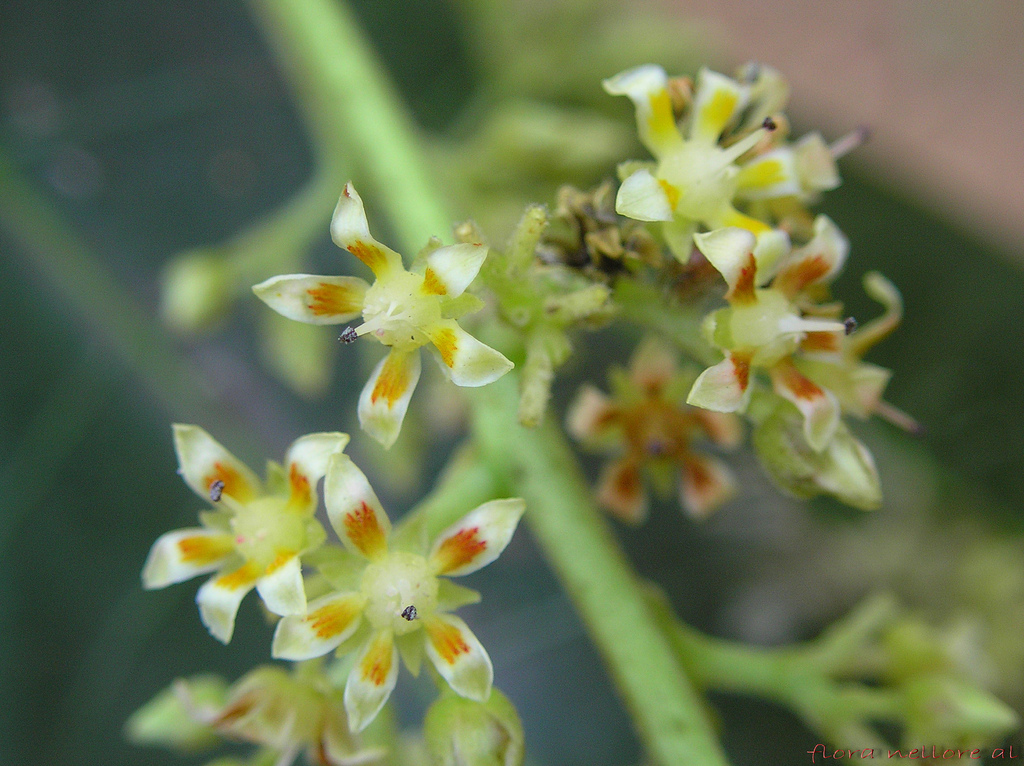
Detail květů mangovníku
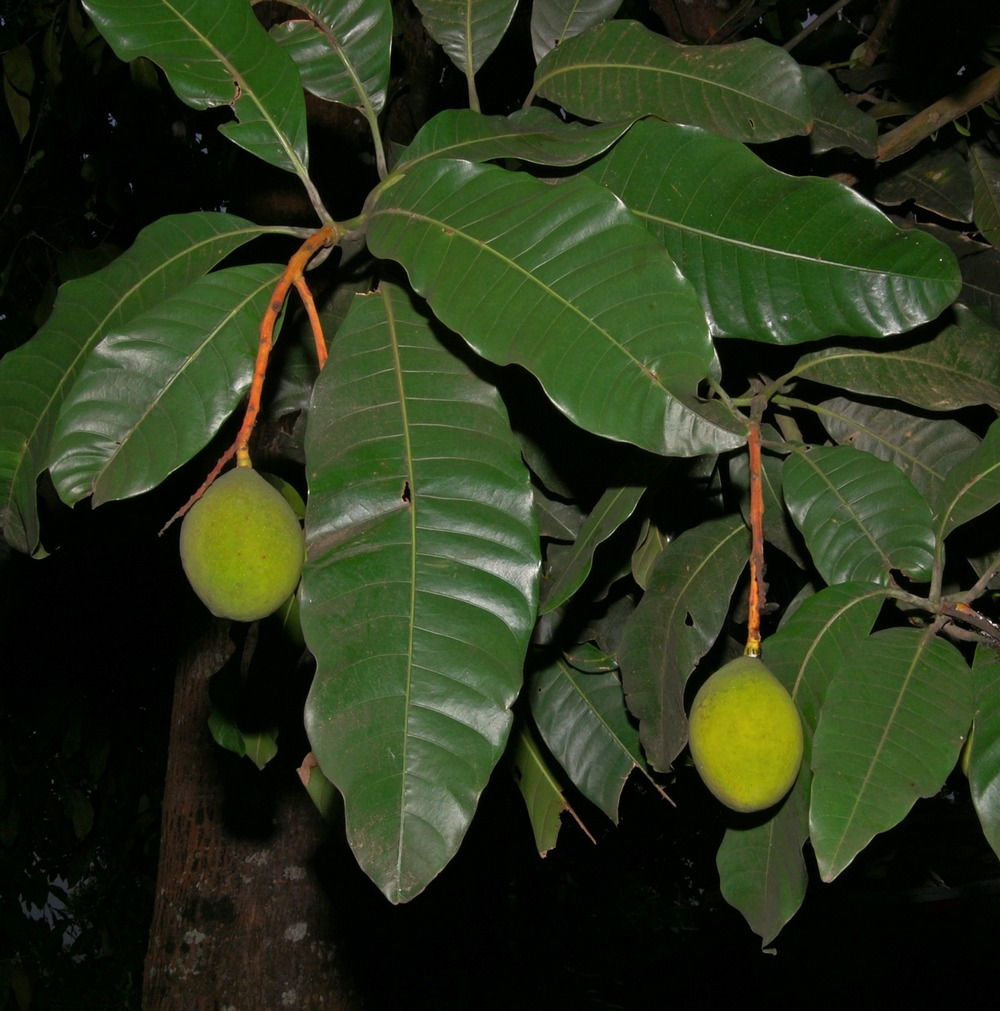
Mangifera odorata s plody

## Rozšíření
Rod mangovník zahrnuje asi 63 druhů. Je rozšířen od Indie a Srí Lanky přes jižní Čínu, Indočínu a jihovýchodní Asii po Šalomounovy ostrovy. Největší počet druhů roste na Malajském poloostrově, Sumatře a Borneu, směrem na východ se počty udávaných druhů snižují. Mangovník indický je hojně pěstován i v jiných částech světa a místy zdomácněl. Jeho původ není s jistotou znám, za oblast původního rozšíření je považována Indie a Indočína. Rovněž mangovník vonný je znám víceméně pouze z kultury a zřejmě se jedná o hybridogenní druh vzniklý křížením mangovníku indického s mangovníkem zápašným.
Mangovníky nejčastěji rostou roztroušeně v tropických lesích v nadmořských výškách do 600 metrů, řidčeji i výše (až do 1000 metrů). Některé druhy se vyskytují v poříčních nebo bažinatých lesích.

## Ekologické interakce
Květy mangovníků jsou opylovány širokou škálou rozličného hmyzu. Hlavními opylovači mangovníku indického jsou pestřenky a bzučivky, navštěvují je však také včely, vosy, čmeláci, mravenci, brouci, motýli, třásněnky a jiný hmyz.
Na mangových plantážích jsou považováni za škůdce zejména tesaříci Batocera rubus a Batocera rufomaculata, kůrovec Hypocryphalus mangiferae a nosatcovití brouci Platypus latifinis a Platypus solidus.

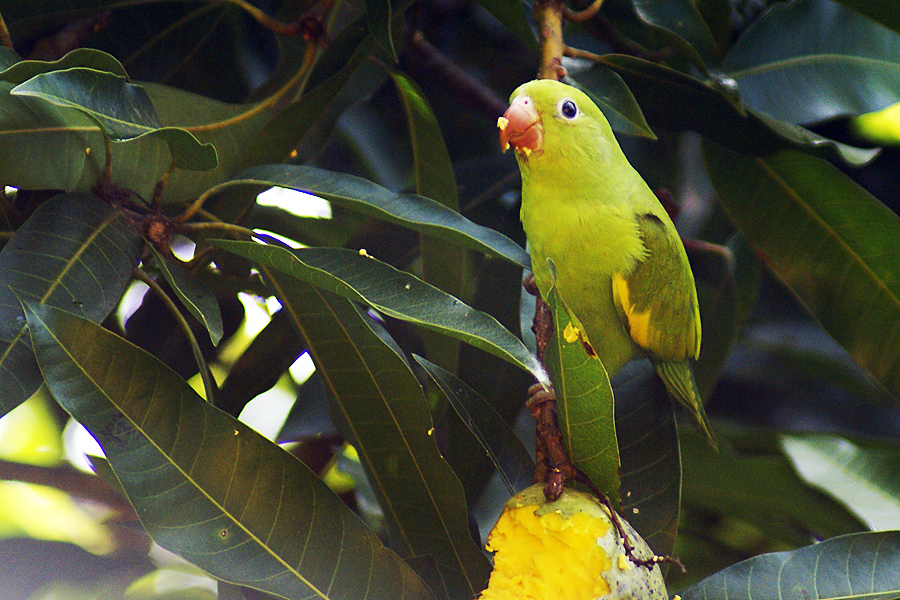
Papoušek chiriri hodující na plodech mangovníku
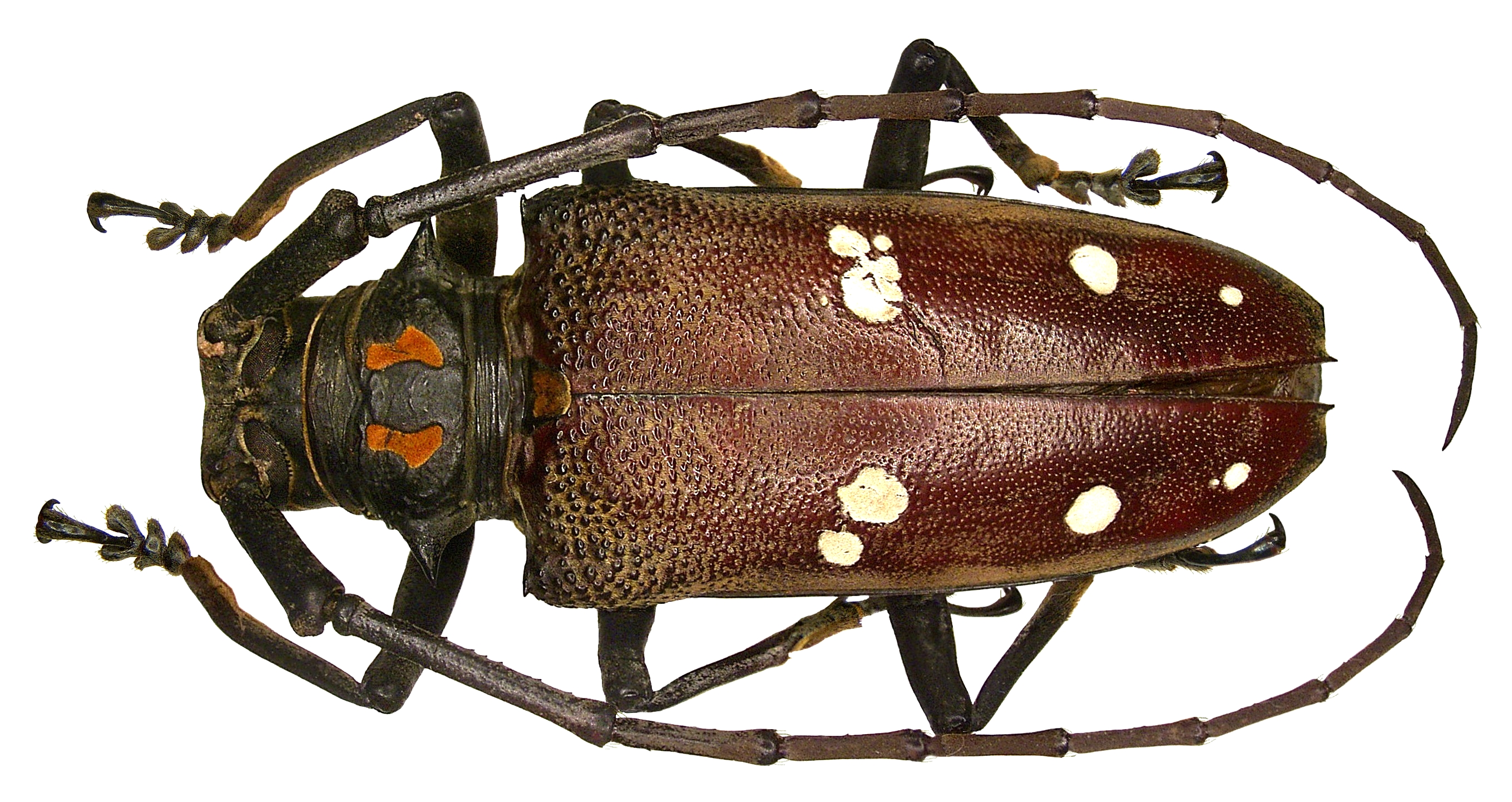
Tesařík Batocera rubus

## Obsahové látky
Z účinných látek obsahují mangovníky zejména fenolické kyseliny (např. kyselinu ellagovou a gallovou a ethylgalát), xanthony a flavonoidy.
Plody mangovníku obsahují cukry, kyselinu citronovou, vitamín C, barviva ze skupiny karotenoidů, fenolické látky a flavonoidy.
Terpentýnová vůně, přítomná ve stopkách plodů a někdy i v plodech, je způsobena obsahem monoterpenických látek myrcenu a ocimenu.

## Zajímavosti
Největší exemplář mangovníku byl nalezen na Šalomounových ostrovech, na východní hranici areálu rozšíření rodu. Jednalo se o druh Mangifera altissima a na výšku měřil 54 metrů, s holým kmenem o výšce 27 metrů. U mangovníku indického byl popsán zajímavý fenomén, polyembryonie. Z jediného oplozeného vajíčka se v některých případech vyvíjí několik (zpravidla 6 až 8, někdy až 30) zárodků, z nichž pak vyrostou samostatné rostliny.

## Taxonomie
Ke spolehlivému určování mangovníků je zapotřebí kvetoucí materiál. Ve vegetativním a plodícím stavu bývá určení obtížné, neboť listy mají velkou variabilitu dokonce i v rámci jediného stromu.

## Zástupci
- mangovník indický (Mangifera indica)
- mangovník nádherný (Mangifera magnifica)
- mangovník vonný (Mangifera odorata)
- mangovník zápašný (Mangifera foetida)[8][9]

## Význam

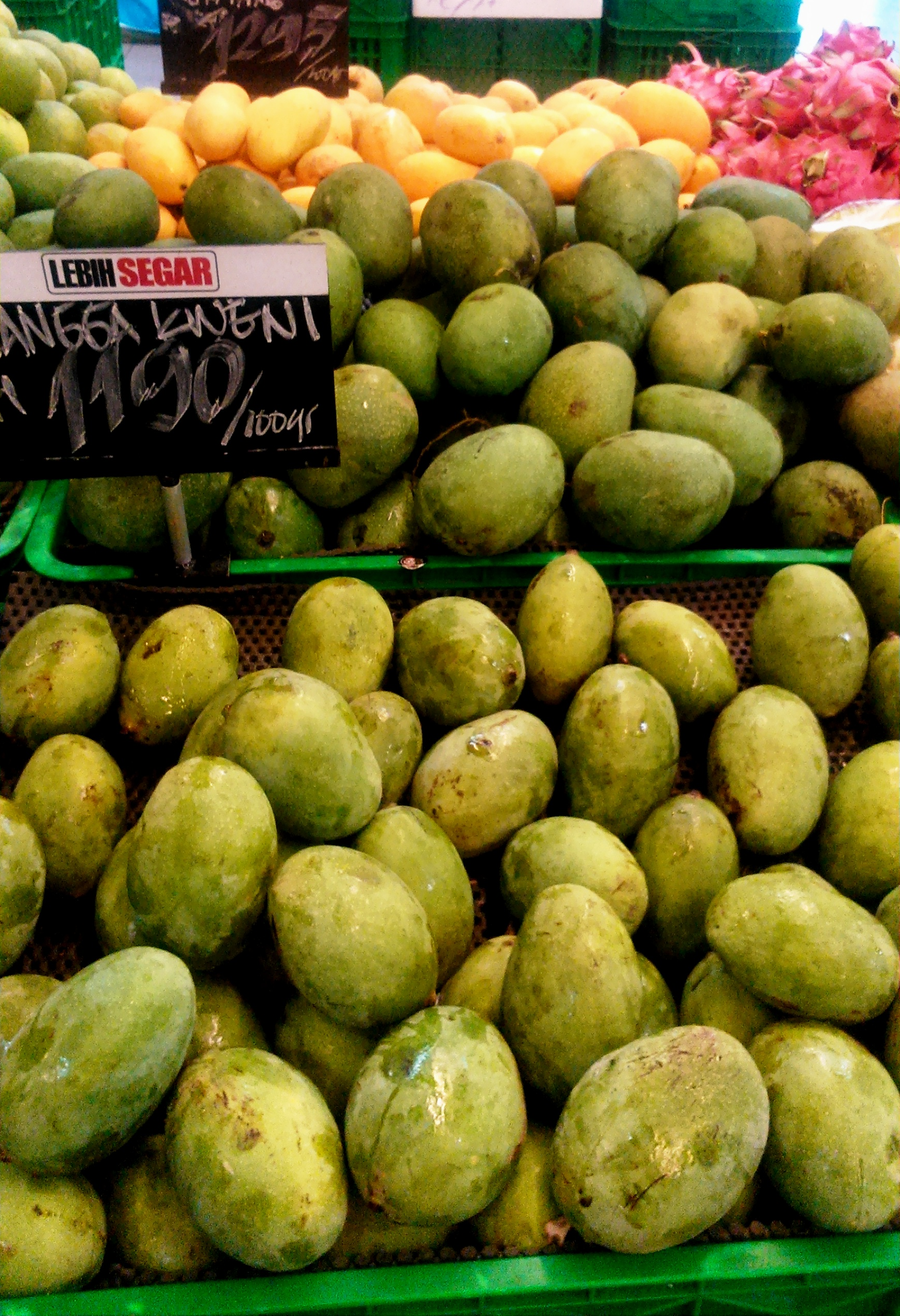
Plody mangovníku vonného na trhu v Indonésii

Nejvýznamnějším druhem mangovníku je mangovník indický, poskytující žádané tropické ovoce, mango. Jedná se o starou kulturní rostlinu. Historie jejího pěstování v Indii sahá minimálně do doby před 4000 lety. Pochází pravděpodobně z oblasti Indie a Indočíny, přesný původ však není znám. Chutné ovoce poskytují i jiné, méně známé druhy mangovníků, zejména mangovník zápašný, mangovník vonný a druh Mangifera caesia. Lokálně se v tropické Asii pěstují i některé další druhy, mezi jinými M. griffithii, M. lagenifera, M. longipes, M. minor, M. pajang a M. similis.
Plody mangovníků se jedí čerstvé nebo se z nich vyrábějí džemy, zavařeniny nebo džusy. Nedozrálé plody některých druhů se zavařují nebo se z nich připravují čatní, ochucovadla, octy aj., někdy se také krájejí na tenké plátky, které jsou po usušení rozemlety na prášek sloužící k ochucování pokrmů. V Latinské Americe se z plodů připravují též kvašené alkoholické nápoje, známé pod názvem Vino de mango. Po upražení jsou jedlá i semena. Nezralé plody mangovníku vonného a mangovníku zápašného obsahují dráždivou šťávu, která u citlivějších osob způsobuje záněty, proto se tyto plody nedozrálé nekonzumují.
Mladé listy některých druhů jsou využívány jako zelenina. Vzhledem k tomu, že pecky z plodů bývají zahazovány a snadno klíčí, rostou mangovníky v tropech často i na divoko. Plody takových stromů však mají často vláknitou dužninu anebo výrazný pach po terpentýnu.

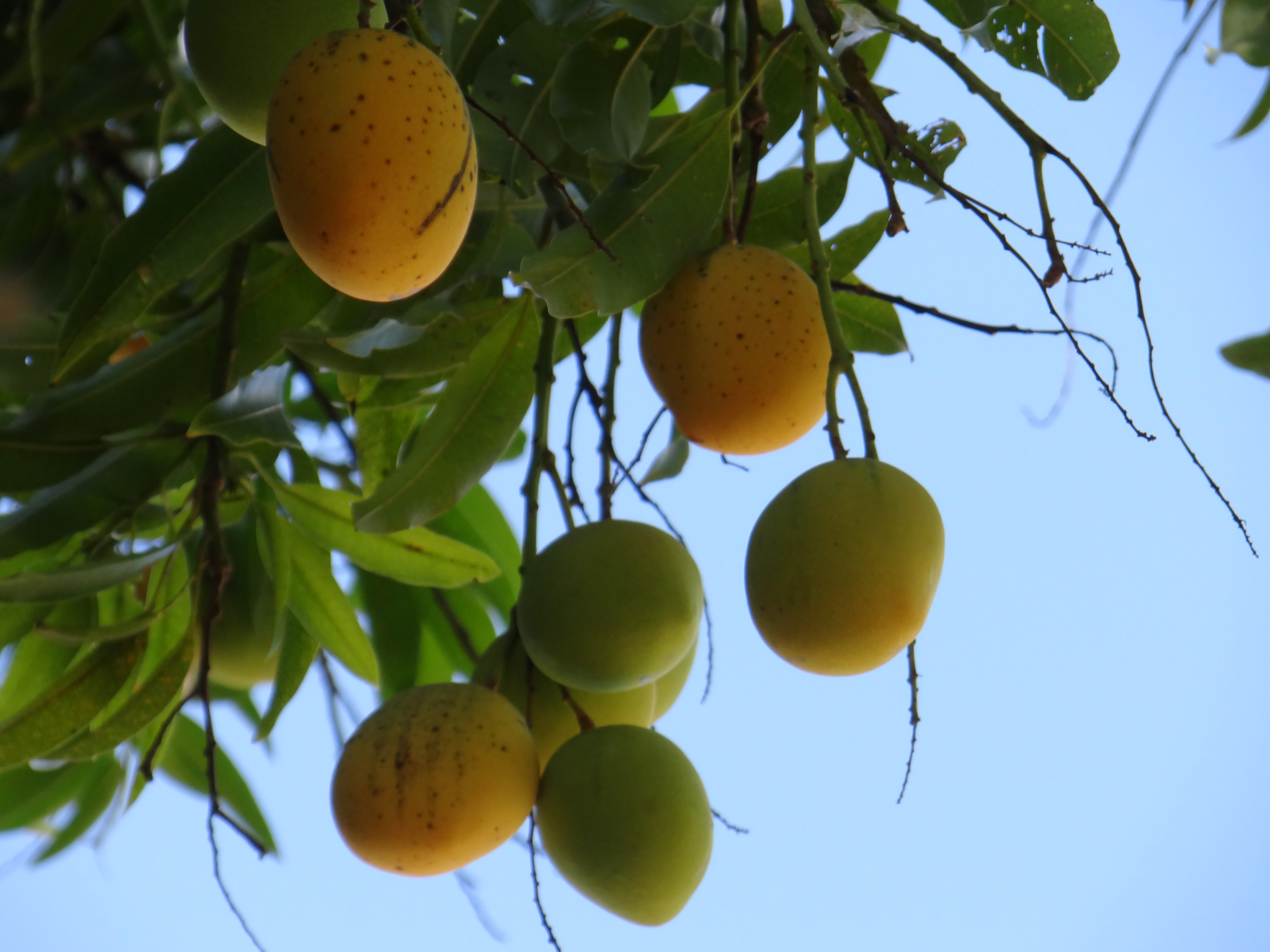
Zralé mango
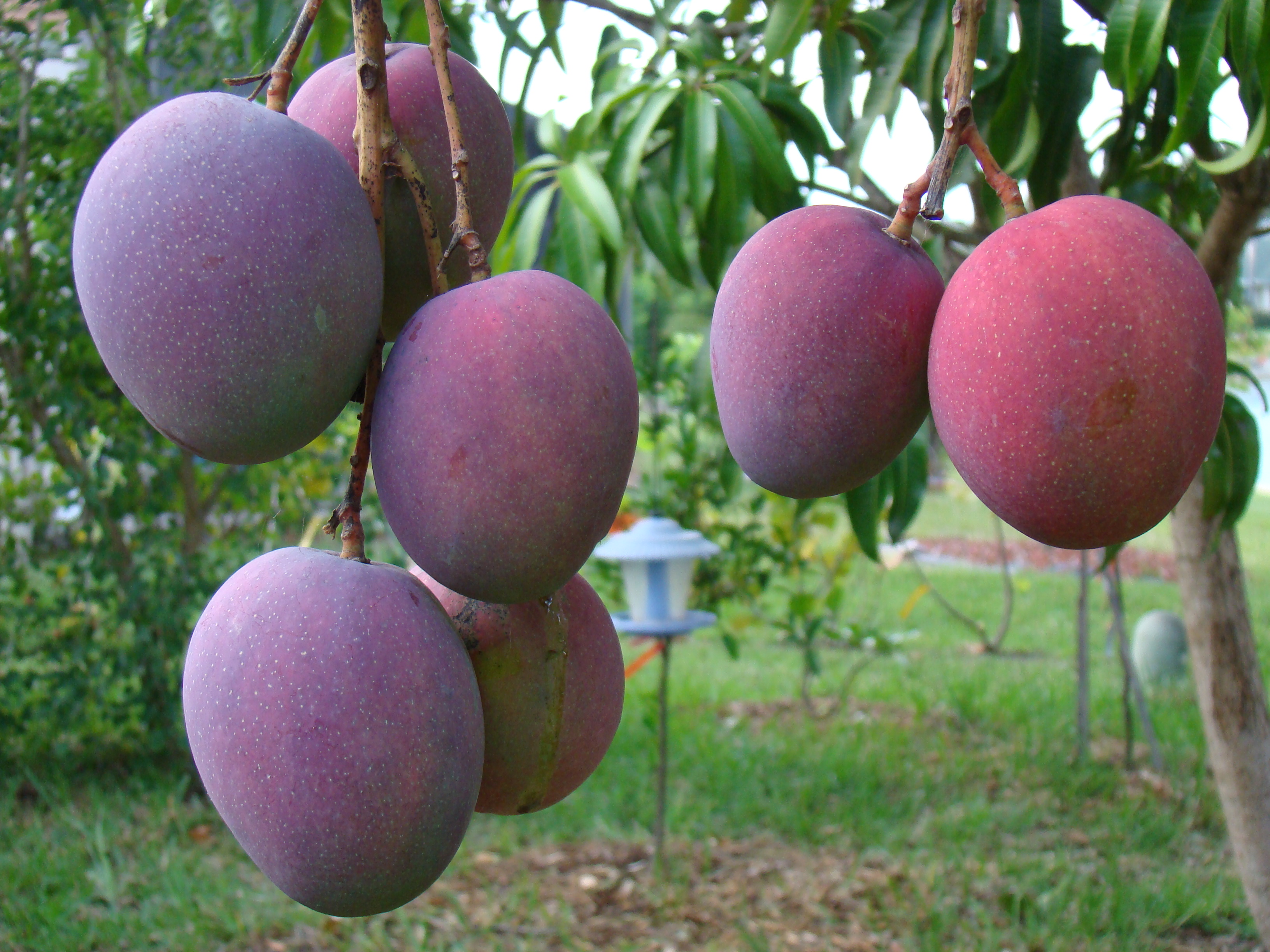
Mangovník indický, kultivar 'Tommy Atkins'
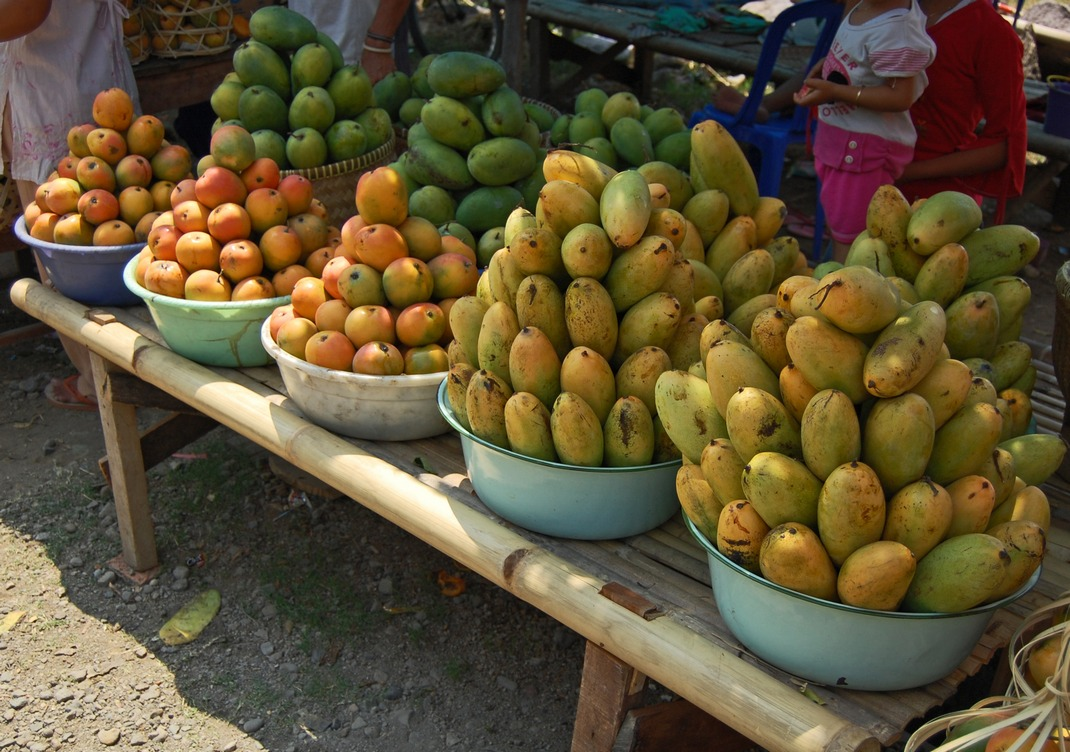
Mango na trhu v Indonésii
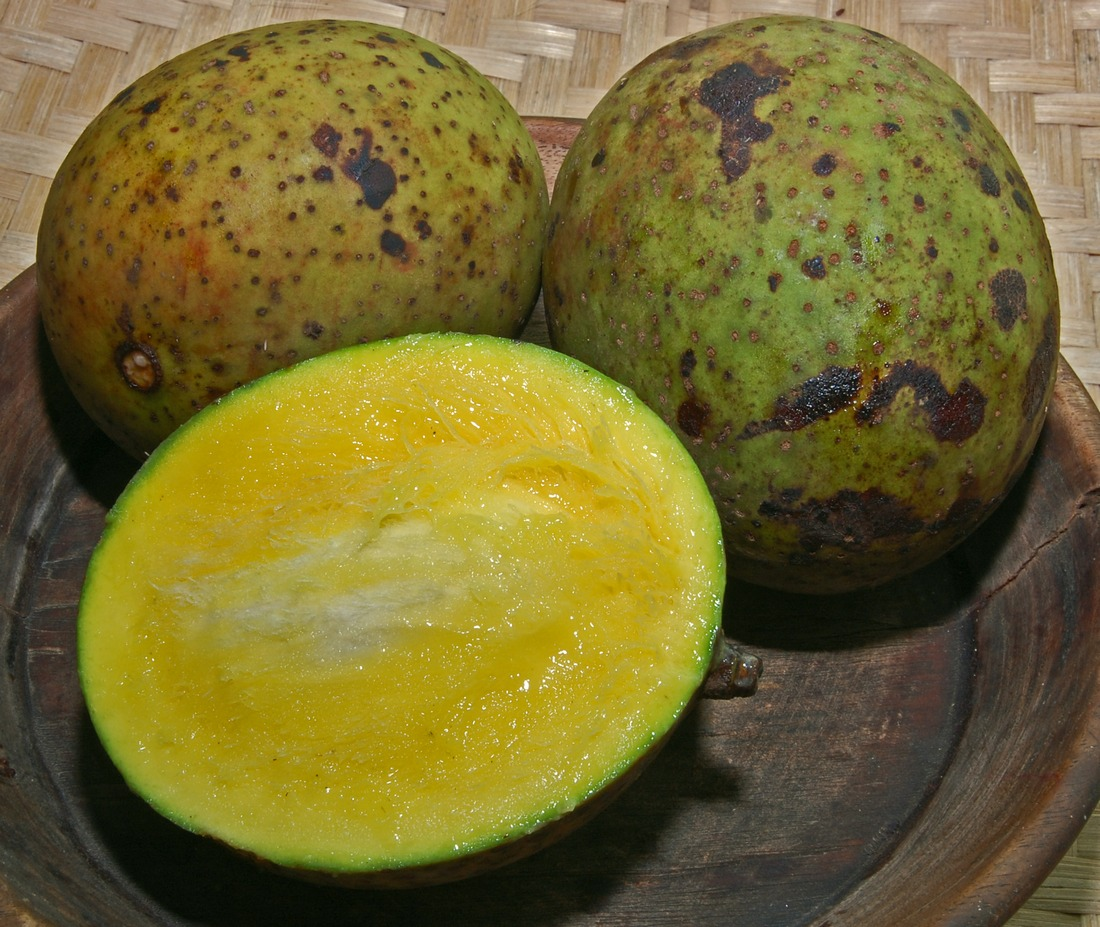
Plody mangovníku zápašného
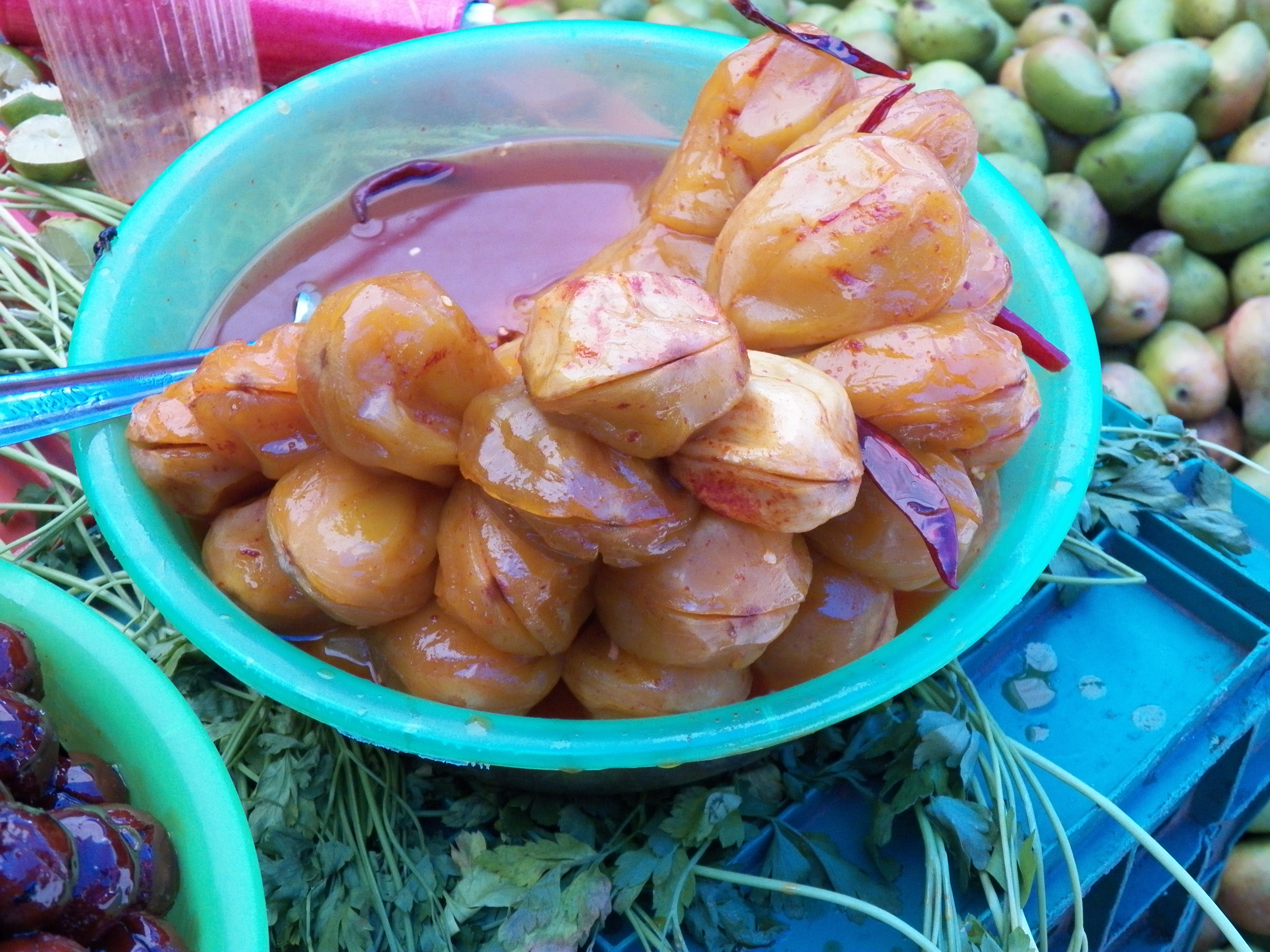
Mango naložené v octě

Dřevo mangovníků má mnohostranné využití, ve vnějším prostředí však není příliš trvanlivé. Vyrábějí se z něj např. podlahy, dveře, bedny, dýhy a lehké stavby. Jádrové dřevo je světlé, hnědé až narůžověle hnědé, jen málo odlišné od běli. Dřevo z vnitřní části kmene bývá často tmavě hnědé s černou dekorativní kresbou a je dosti ceněné k okrasným účelům. V Malajsii je dřevo mangovníků obchodováno pod názvem machang. Mangovníky jsou v tropech dosti často vysazovány též jako stínící stromy, neboť mají rozložitou a hustou korunu.

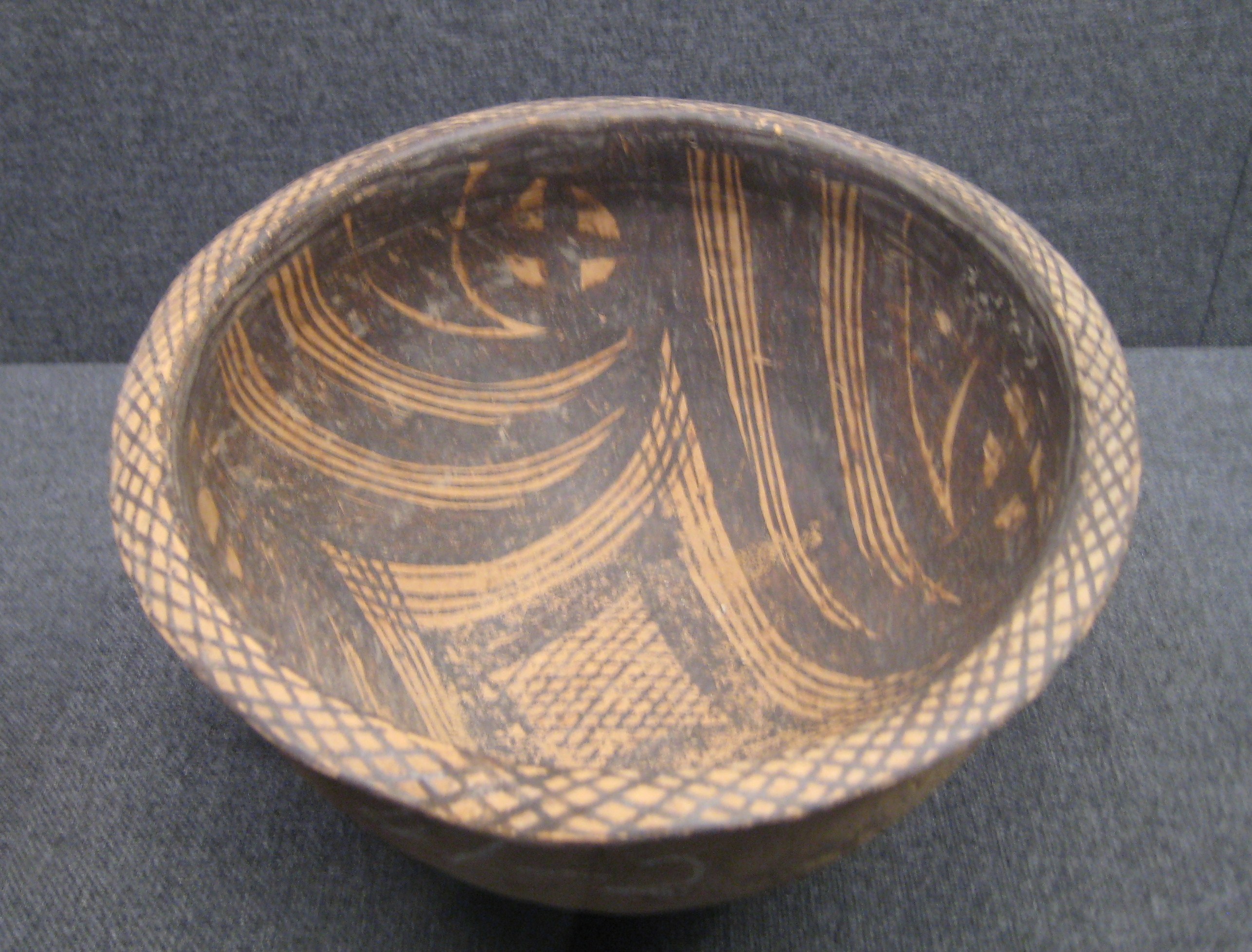
Mísa ze dřeva mangovníku

V tradiční indické medicíně jsou sušená semena mangovníku indického podávána při průjmech a úplavici, sušená kůra při onemocněních močových cest. Listy a květy mangovníku mají významnou roli v hinduistických obřadech. Některé druhy jsou využívány v tradiční medicíně. Pryskyřice je v Latinské Americe používána při úplavici, nálev ze semen proti tasemnicím a jiným střevním parazitům.